# 홍반증

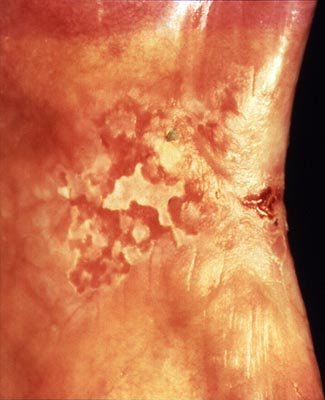

홍반증(Erythroplakia)은 다른 병리로 볼 수 없는 점막의 홍반(붉은색) 부위를 나타내는 임상 용어이다.
적혈구형성증(erythroplasia)이라는 용어는 음경의 전암성 붉은 병변을 기술하기 위해 루이 케이라(Louis Queyrat)에 의해 만들어졌다. 이로 인해 케이라의 적혈구 형성증이라는 용어가 생겼다. 문맥에 따라 이 용어는 특히 붉은 반점으로 나타나는 귀두 음경이나 외음부의 상피내 암종을 지칭할 수도 있고, 다른 점막이나 이행 부위의 적혈구형성증과 동의어로 사용될 수도 있다.
주로 음경 귀두에 영향을 주지만 드물게 후두 점막에 나타날 수도 있고 드물게 입이나 항문에도 나타날 수 있다.
홍반증(Erythroplakia)은 흰 반점을 나타내는 백색판증(leukoplakia)이라는 용어와 유사하다. 이와 더불어, 이들은 전통적으로 인정된 구강 내 전악성 병변의 2가지 유형이다. 병변에 빨간색과 흰색 영역이 모두 포함된 경우 "반점 백색판증" 또는 "색소성 백색판증"이라는 용어가 사용된다.
구강홍반증은 백색판증보다 훨씬 덜 흔하지만, 홍반증은 이형성증이나 상피내암종을 포함할 위험이 훨씬 더 높으며 결국 침윤성 편평상피세포암(구강암의 일종)으로 전환될 위험이 상당히 높다.